# Got to Give It Up (canção de Marvin Gaye)
"Got to Give It Up" é uma canção do cantor norte-americano Marvin Gaye. Escrito pelo cantor e produzido por Art Stewart como resposta a um pedido da gravadora de Gaye para que ele tocasse música disco, foi lançado em março de 1977. Após seu lançamento, liderou três diferentes paradas da Billboard e se tornou um sucesso mundial. Gaye às vezes usava a música para abrir seus shows. A canção foi regravada por vários atos.

## Versão de Aaliyah
Dezenove anos depois, a canção foi regravada pela cantora norte-americana Aaliyah para seu segundo álbum de estúdio, One in a Million (1996). A versão de Aaliyah da canção conta com participação do rapper Slick Rick e foi lançada como segundo single do álbum em certos mercados internacionais em 8 de outubro de 1996.

### Antecedentes e gravação
Aaliyah decidiu gravar "Got to Give It Up" porque ela queria ter canções de festa no álbum. Em uma entrevista, Aaliyah declarou: "Eu queria algumas músicas de festa de verdade, então quando meu tio tocou para mim [a faixa original], pensei em como poderia torná-la diferente. Slick Rick [que estava na prisão] estava em liberação para trabalho no tempo, então Vincent o colocou na música". O produtor Craig King lembra que quando Aaliyah estava gravando "Got to Give It Up", ela dançava o tempo todo.
Durante o processo de gravação da música, os produtores sentaram por horas escrevendo as letras porque eles não as conheciam. King afirmou: "Para mim, a parte mais engraçada foi tentar descobrir a letra. Marvin Gaye cantava de uma maneira tão maluca, um monte de palavras que não conhecíamos. Tivemos que ficar sentados por horas nos certificando de que estávamos escrevendo. Ainda achamos que erramos algumas palavras". Também durante o processo de gravação, os produtores mudaram cerca de cinco palavras na música para que pudessem incorporar Aaliyah. O objetivo geral durante a gravação da música era fazer com que ela se encaixasse no tempo atual, já que os produtores não queriam que soasse muito datada. De acordo com King, "Não queríamos que soasse como se fosse dos anos 70, então mudamos algumas letras porque algumas das palavras simplesmente não funcionavam nos anos 90, como 'suga mama'". Aaliyah estava orgulhosa de fazer um cover dessa música, e ela disse: "Não sei como os fãs de Marvin Gaye vão reagir, mas espero que gostem. Sempre acho que é um grande elogio quando as pessoas refazem as músicas. Espero que um dia, quando eu não estiver mais aqui, as pessoas façam cover de minhas canções".

### Composição
Em "Got to Give It Up", Aaliyah coloca seu falsete "contra o esquema de rima líquido sobreposto do melhor contador de histórias do hip hop, Slick Rick". A versão de Aaliyah de "Got to Give It Up" contém sample da canção "Billie Jean" de Michael Jackson.

### Recepção da crítica
Ao revisar o segundo álbum de Aaliyah, One in a Million, a escritora Dream Hampton da Vibe ficou chocada com o resultado de sua versão cover de "Got to Give It Up". De acordo com Hampton, "O álbum também tem algumas surpresas. Como qualquer fã de Marvin Gaye que se preze, eu me encolhi quando soube que Aaliyah havia feito um cover de sua clássica canção de 1977 "Got to Give It Up". Mas sua versão é agradavelmente precisa (mesmo com trecho de introdução de Slick Rick)". Hampton também escreveu que Aaliyah era tão convincente quanto Gaye quando se tratava do tema da música de ser uma flor de parede. Connie Johnson do Los Angeles Times escreveu que as habilidades de Aaliyah estavam sendo exibidas na música e que sua versão de "Got to Give It Up" era irresistível. Dean Van Nguyen do The Independent elogiou a voz de Aaliyah na música, escrevendo que ela parecia ótima.

### Desempenho nas tabelas musicais
A canção alcançou um pequeno sucesso no Reino Unido, alcançando a 37ª posição da UK Singles Charts, assim como o top 10 na parada UK Dance e o top 5 na UK R&B. Na Nova Zelândia a canção atingiu a 34ª posição.

#### Tabelas semanais
| Tabelas musicais (1996)               | Melhor posição |
| ------------------------------------- | -------------- |
| Escócia (OCC)                         | 98             |
| Nova Zelândia (Recorded Music NZ)     | 34             |
| Reino Unido - UK Dance (OCC)          | 10             |
| Reino Unido - UK R&B (OCC)            | 4              |
| Reino Unido - UK Singles Charts (OCC) | 37             |